# Phare de Sombrero Key
Le phare de Sombrero Key (en anglais : Sombrero Key Light), est un phare situé au large de Key Vaca faisant partie de la ville de Marathon, dans le comté de Monroe en Floride.
Il est inscrit au Registre national des lieux historiques depuis le 9 mars 2012 sous le n° 12000092.

## Histoire
Le phare est situé sur un récif submergé. Le nom de Sombrero Key remonte à l'époque espagnole et de vieilles cartes montrent une petite île à cet endroit, mais à la fin du 19e siècle, l'île s'était érodée et certaines parties du récif étaient exposées à marée basse. En conséquence, le récif et le phare ont également été appelés Dry Banks.
Le phare a été mis en service en 1858, automatisé en 1960 et désactivé en 2015. Il a été remplacé par un poteau de 6 m de haut supportant une petite plateforme à environ  300 m de l'ancienne tour. Le nouveau feu a une portée d'environ 15 milles marins (28 km).
Les fondations e l'ancienne structure sont constituées de pieux en fer munis de disques et la tour est une pyramide octogonale à claire-voie en fonte avec deux plates-formes. La plus basse, à 4,6 m au-dessus de l’eau, contenait les réservoirs d’eau et de carburant, le générateur (après l’électrification du phare), des treuils à bateaux et un atelier. La plate-forme supérieure, à 12 m au-dessus de l'eau, abritait les quartiers du personnel. La lentille originale, une lentille de Fresnel de premier ordre, est maintenant exposée au Key West Lighthouse Museum. Le phare de Sombrero Key est le plus haut phare des Florida Keys et fut le dernier phare construit sous la supervision du lieutenant George Meade du Bureau of Topographical Engineers.
Le 1er février 2019, il a été annoncé que le phare serait donné gratuitement à tout organisme gouvernemental, éducatif, organisation à but non lucratif ou organisation de développement communautaire qui souhaiterait l'utiliser à des fins éducatives, récréatives, culturelles ou historiques et à des fins de conservation dans le cadre de la loi sur la préservation des phares historiques nationaux. Si personne ne le demande, il sera vendu aux enchères.

## Description
L'ancien phare  est une tour octogonale métallique à claire-voie de 49 m de haut, avec une maison carrée de gardien sur sa plateforme centrale. La tour est totalement peinte en marron.  Il possède un transpondeur radar émettant la lettre M en code morse.
La balise de 2015 est située sur un mât. Il émet, à une hauteur focale de 6 m, cinq brefs éclats blancs de 0.2 seconde par période de 10 secondes. Sa portée est de 15 milles nautiques (environ 28 km).

## Caractéristiques dufeu maritime
Fréquence :  60 secondes (W)
- Lumière : 0.6 seconde
- Obscurité : 5.4 secondes

Identifiant : ARLHS : USA-768 ; USCG : ex-3-1000 (3-1001) - Admiralty : J2998 .

### Lien connexe
- Liste des phares en Floride